# Félix de Pomés
Félix de Pomés (5 de fevereiro de 1889 – 17 de julho de 1969) foi um esgrimista espanhol, que participou dos Jogos Olímpicos de Verão de 1924 e de 1928, sob a bandeira da Espanha. Seguiu, também, carreira de ator e atuou em setenta e dois produções entre 1928 e 1967.